# Aaron Botterman
Aaron Botterman, (né le 1er mai 1994 à Gand), est un athlète belge spécialiste du 800 m. Il est triple champion de Belgique de la discipline. Il participe, en 2016, aux championnats d'Europe d'athlétisme à Amsterdam. 

## Palmarès
| Date | Compétition                     | Lieu      | Résultat | Epreuve | Temps         |
| ---- | ------------------------------- | --------- | -------- | ------- | ------------- |
| 2013 | Championnats d'Europe juniors   | Rieti     | 2e       | 800 m   | 1 min 49 s 80 |
| 2013 | Championnats de Belgique indoor | Gand      | 3e       | 800 m   | 1 min 54 s 64 |
| 2015 | Championnats d'Europe espoirs   | Tallinn   | 7e       | 800 m   | 1 min 49 s 88 |
| 2016 | Championnats de Belgique        | Bruxelles | 1er      | 800 m   | 1 min 50 s 68 |
| 2016 | Championnats d'Europe           | Amsterdam | Séries   | 800 m   | 1 min 48 s 35 |
| 2017 | Championnats de Belgique        | Bruxelles | 1er      | 800 m   | 1 min 49 s 21 |
| 2018 | Championnats de Belgique        | Bruxelles | 1er      | 800 m   | 1 min 46 s 89 |

## Records
| Épreuve | Épreuve   | Temps         | Lieu           | Date            |
| ------- | --------- | ------------- | -------------- | --------------- |
| 800 m   | Plein air | 1 min 46 s 17 | Heusden-Zolder | 19 juillet 2014 |
| 800 m   | En salle  | 1 min 47 s 94 | Düsseldorf     | 20 février 2019 |